# Vedení tepla
Vedení (kondukce) tepla je jeden ze způsobů šíření tepla v tělesech, při kterém částice látky v oblasti s vyšší vnitřní kinetickou energií předávají část své pohybové energie prostřednictvím vzájemných srážek částicím v oblasti s nižší střední kinetickou energií. Částice se přitom nepřemísťují, ale kmitají kolem svých rovnovážných poloh.
Vedení tepla je způsob šíření tepla v pevných tělesech, jejichž různé části mají různé teploty. Teplo se vedením šíří také v kapalinách a plynech, kde se však uplatňuje také šíření tepla prouděním.
Rychlost vedení tepla určuje tzv. tepelnou vodivost. Porovnat látky podle jejich tepelné vodivosti umožňuje veličina součinitel tepelné vodivosti. Podle tohoto součinitele se látky dělí na
- tepelné vodiče – látky s vysokou rychlostí vedení tepla a velkým součinitelem tepelné vodivosti
- tepelné izolanty – látky s nízkou rychlostí vedení tepla a malým součinitelem tepelné vodivosti

Vedení tepla lze z hlediska dynamiky procesu rozdělit na
- ustálené (stacionární) vedení tepla – teplotní rozdíl mezi jednotlivými částmi tělesa se v čase nemění
- neustálené (nestacionární) vedení tepla – teplotní rozdíly mezi jednotlivými částmi tělesa, mezi kterými se teplo přenáší, se postupně vyrovnávají

## Ustálené vedení tepla
Ustálené vedení tepla lze demonstrovat např. na tyči délky {\displaystyle d}, jejíž jeden konec je udržován na teplotě {\displaystyle t_{1}} a druhý konec je udržován na teplotě {\displaystyle t_{2}}. Teplotní rozdíl {\displaystyle t_{2}-t_{1}} je tedy stálý, teplota klesá rovnoměrně od teplejšího konce k chladnějšímu. Podíl
{\displaystyle {\frac {t_{2}-t_{1}}{d}}}
se nazývá teplotní spád (gradient) (K/m, °C/m).
Množství tepla {\displaystyle Q}, které za těchto podmínek projde libovolným kolmým průřezem {\displaystyle S} tyče za dobu {\displaystyle \tau }, je roven
{\displaystyle Q=\lambda S{\frac {t_{2}-t_{1}}{d}}\tau }.
Konstanta úměrnosti {\displaystyle \lambda } je součinitel tepelné vodivosti (tepelná vodivost).
Teplo procházející plochou určuje tzv. tepelný tok. Množství tepla {\displaystyle Q}, které projde plochou {\displaystyle S} za čas {\displaystyle \tau }, se nazývá hustota tepelného toku a lze ho vyjádřit rovnicí
{\displaystyle q={\frac {Q}{\tau S}}}.
Podle předchozích vztahů tedy při ustáleném stavu platí
{\displaystyle q=\lambda {\frac {t_{2}-t_{1}}{d}}}.
Pokud tloušťku vrstvy (tedy délku tyče) {\displaystyle d} zmenšíme na {\displaystyle \mathrm {d} x}, změní se na této tenké vrstvě teplota o {\displaystyle -\mathrm {d} t}. Vztah pro hustotu tepelného toku můžeme tedy přepsat na tvar
{\displaystyle q=-\lambda {\frac {\mathrm {d} t}{\mathrm {d} x}}}.
Teplota se však může měnit nejen ve směru osy {\displaystyle x}, ale také v ostatních směrech. Teplotní gradient a hustota tepelného toku jsou tedy vektorové veličiny, takže výše uvedenou rovnici lze s pomocí operátoru gradientu upravit na tvar
{\displaystyle \mathbf {q} =-\lambda \operatorname {grad} \,t}.
Tento vztah bývá také označován jako Fourierův zákon.
Z tohoto vztahu je vidět, že průběh teploty v rovinné desce je při ustáleném proudění tepla lineární.
Předchozí vztahy lze využít při řešení problému průchodu tepla rozhraním.
Pokud se těleso (např. deska), kterým teplo prostupuje, skládá z {\displaystyle n} vrstev o různé tepelné vodivosti {\displaystyle \lambda _{i}} a tloušťce {\displaystyle d_{i}} pro {\displaystyle i}-tou vrstvu, {\displaystyle i=1,2,...,n}, pak za ustáleného stavu musí být hustota tepelného proudu ve všech vrstvách stejná, tzn.
{\displaystyle q={\frac {\lambda _{1}}{d_{1}}}(t_{1}-t_{2})={\frac {\lambda _{2}}{d_{2}}}(t_{2}-t_{3})=\cdots ={\frac {\lambda _{n}}{d_{n}}}(t_{n}-t_{n+1})}.
Pro celkový rozdíl teplot pak dostáváme
{\displaystyle t_{1}-t_{n+1}=(t_{1}-t_{2})+(t_{2}-t_{3})+\cdots +(t_{n}-t_{n+1})=q{\frac {d_{1}}{\lambda _{1}}}+q{\frac {d_{2}}{\lambda _{2}}}+\cdots +q{\frac {d_{n}}{\lambda _{n}}}=q\sum _{i=1}^{n}{\frac {d_{i}}{\lambda _{i}}}}.
Hustotu tepelného toku takovou deskou lze tedy vyjádřit vztahem
{\displaystyle q={\frac {t_{1}-t_{n+1}}{\sum _{i=1}^{n}{\frac {d_{i}}{\lambda _{i}}}}}}.
Podíl {\displaystyle {\frac {d_{i}}{\lambda _{i}}}} se nazývá tepelný odpor vrstvy.

## Neustálené vedení tepla
Při neustáleném vedení tepla dochází ke změně teplot v jednotlivých částech tělesa.
Uvažujme případ vedení tepla deskou, které nastane při náhlém zvýšení teploty na jednom z povrchů desky. Pokud desku rozdělíme na vrstvy o tloušťce {\displaystyle \Delta x}, nebude hustota tepelného toku ve všech vrstvách stejná jako při ustáleném vedení tepla. Důvodem je to, že část tepla, které do vrstvy vstoupí, se spotřebuje na ohřátí vrstvy. O tuto část tepla je pak tok v následující vrstvě ochuzen.
Nechť tedy do vrstvy o tloušťce {\displaystyle \Delta x} a ploše {\displaystyle S} vstoupí za čas {\displaystyle \Delta \tau } teplo {\displaystyle Q_{1}=q_{1}S\Delta \tau } a ze stejné vrstvy vystoupí za stejný čas teplo {\displaystyle Q_{2}=q_{2}S\Delta \tau }, kde {\displaystyle q_{1}} a {\displaystyle q_{2}} jsou hustoty tepelného toku na vstupní a výstupní ploše. Platí tedy
{\displaystyle Q_{1}-Q_{2}=(q_{1}-q_{2})S\Delta \tau =-\Delta qS\Delta \tau }.
Uvažujme, že vrstva má měrnou tepelnou kapacitu {\displaystyle c}, hustotu {\displaystyle \rho }, hmotnost {\displaystyle \Delta m=\rho S\Delta x} a střední teplotu {\displaystyle t}. Přírůstek střední teploty vrstvy za čas {\displaystyle \Delta \tau } označme {\displaystyle \Delta t}. Tento přírůstek odpovídá rozdílu tepel {\displaystyle Q_{1}-Q_{2}}, a to prostřednictvím vztahu
{\displaystyle Q_{1}-Q_{2}=c\Delta m\Delta t}.
Vyloučením {\displaystyle Q_{1}-Q_{2}} z předchozích vztahů a dosazením za {\displaystyle \Delta m} dostaneme
{\displaystyle -\Delta q\Delta \tau =c\rho \Delta x\Delta t}
a po úpravě
{\displaystyle {\frac {\Delta t}{\Delta \tau }}=-{\frac {1}{c\rho }}{\frac {\Delta q}{\Delta x}}}.
Přechodem k limitě pro {\displaystyle \Delta x\to 0} a {\displaystyle \Delta \tau \to 0} dostaneme
{\displaystyle {\frac {\partial t}{\partial \tau }}=-{\frac {1}{c\rho }}{\frac {\partial q}{\partial x}}}.
Derivací jednorozměrného Fourierova zákona {\displaystyle q=-\lambda {\frac {\partial t}{\partial x}}} podle {\displaystyle x} získáme {\displaystyle {\frac {\partial q}{\partial x}}=-\lambda {\frac {\partial ^{2}t}{\partial x^{2}}}} a po dosazení tohoto vztahu do předchozího dostaneme jednorozměrnou diferenciální rovnici vedení tepla
{\displaystyle {\frac {\partial t}{\partial \tau }}={\frac {\lambda }{c\rho }}{\frac {\partial ^{2}t}{\partial x^{2}}}}.
Tuto rovnici lze jednoduše zobecnit na vícerozměrný případ
{\displaystyle {\frac {\partial t}{\partial \tau }}-{\frac {\lambda }{c\rho }}\nabla ^{2}t=0}.
Fundamentální řešení rovnice vedení tepla v {\displaystyle n}-rozměrném případě je
{\displaystyle \Phi (x,\tau )={\frac {\chi _{[0,\infty )}\left(\tau \right)}{\left(4\pi \tau \right)^{n/2}}}e^{-{\frac {\left|x\right|^{2}}{4a\tau }}}}.

### Teplotní vodivost
Pro zjednodušení se zavádí veličina
{\displaystyle a={\frac {\lambda }{c\rho }}},
která se nazývá součinitel teplotní vodivosti. Tato veličina vyjadřuje to, jak snadno se v látce vyrovnávají teplotní rozdíly.

## Rovnice vedení tepla
Matematická formulace nestacionárního vedení tepla umožňuje obecné vyjádření diferenciální rovnice vedení tepla. Jedná se o pravděpodobně nejznámější příklad parciální diferenciální rovnice parabolického typu, která je označovaná jako rovnice vedení tepla. V obecném vyjádření se zapisuje jako
{\displaystyle {\frac {\partial u}{\partial t}}={\frac {\partial ^{2}u}{\partial x_{1}^{2}}}+{\frac {\partial ^{2}u}{\partial x_{2}^{2}}}+...+{\frac {\partial ^{2}u}{\partial x_{n}^{2}}}+f(x_{1},x_{2},...,x_{n},t)}.
Tato nehomogenní rovnice je pojmenována podle toho, že popisuje vedení tepla v {\displaystyle n}-rozměrném prostoru s časem {\displaystyle t}.
Ve speciálním případě pro {\displaystyle n=3} dostaneme
{\displaystyle {\frac {\partial u}{\partial t}}={\frac {\partial ^{2}u}{\partial x^{2}}}+{\frac {\partial ^{2}u}{\partial y^{2}}}+{\frac {\partial ^{2}u}{\partial z^{2}}}+f(x,y,z,t)}.
Pokud v rovnici vedení tepla platí {\displaystyle f=0}, pak dostaneme homogenní rovnici vedení tepla
{\displaystyle {\frac {\partial u}{\partial t}}={\frac {\partial ^{2}u}{\partial x_{1}^{2}}}+{\frac {\partial ^{2}u}{\partial x_{2}^{2}}}+...+{\frac {\partial ^{2}u}{\partial x_{n}^{2}}}}.
Z fyzikálního hlediska se jedná o případ, kdy se ve vyšetřované oblasti nenacházejí žádné zdroje tepla.

## Vedení tepla ve vakuu
Pro vedení tepla je běžně nutné látkové prostředí, protože z hlediska kinetické teorie se jedná o přenos kinetické energie jeho částic. Ukazuje se však, že díky kvantovým jevům je možné na krátkých vzdálenostech (až stovky nanometrů) vést teplo i vakuem, tedy bez fyzického média.
Kvantově se vedení tepla popisuje jako přenos kvazičástic vibrační energie, fononů. Obdoba Casimirova jevu zvaná Casimirova interakce spočívá v přenosu fononů fluktuacemi vakua. Tento dávno předpovězený jev byl experimentálně prokázán v roce 2019 přenosem tepla mezi dvěma extrémně tenkými membránami z pozlaceného nitridu křemíku umístěnými vedle sebe ve vakuové komoře. Přitom bylo spolehlivě vyloučeno, že by přenos tepla mohl probíhat sáláním; vyzařování prostřednictvím fotonů zde bylo zanedbatelné.
Fonony také přenášejí zvuk, takže do jisté míry lze dokonce prohlásit, že vakuem se může šířit na velmi krátkou vzdálenost rovněž zvuk.